# Frota M do Metrô de São Paulo
A Frota M do Metrô de São Paulo é uma série de trens fabricados pela empresa Bombardier entre os anos de 2011 e 2014, para compor a frota de veículos que prestariam serviços na recém-inaugurada Linha 15 - Prata, aberta em 2014. Essa é a primeira linha operada por trens do tipo Monotrilho do Estado de São Paulo.

## Acidentes e Incidentes
- No dia 14 de outubro de 2016, um trem partiu da Estação Oratório com suas portas abertas, o que por sorte não causou acidentes, devido a um erro na programação feita pela Bombardier nos computadores da composição.[10]

- Em 29 de janeiro de 2019, dois trens em testes colidiram na ainda não inaugurada Estação Jardim Planalto.[11] Segundo laudo da Companhia do Metropolitano, o acidente foi causado por falha humana.[12]

- Em janeiro de 2020, parafusos caíram de um dos AMVs (Aparelho de Mudança de Via) da linha, fazendo-a operar com restrição de velocidade por cinco dias.[13]

- Em 27 de fevereiro de 2020, um pneu do trem M20 explodiu, paralisando o sistema completamente. Após técnicos da Bombardier e do Metrô estudarem e repararem os equipamentos, o trecho foi reaberto parcialmente em 1° de junho[14] e sem restrições no dia 18 de junho.[15] Segundo o secretário dos transportes metropolitanos Alexandre Baldy, uma das possíveis causas do incidente foram imperfeições nos trilhos de concreto, que causaram vibrações excessivas, fazendo o mecanismo runflat do pneu tocar na borracha por dentro da roda, causando dano prematuro e subsequente ruptura.[16][17] Após investigação, foi descoberto que todos os 23 trens operacionais da linha tiveram seus pneus afetados por esse problema.[18]
- Em 8 de março de 2023, os trens M14 e M15 colidiram entre as estações Sapopemba e Jardim Planalto às 4:30, durante a preparação para o início da operação comercial.[19] Como a linha ainda não estava aberta, os trens estavam sem passageiros, mas havia operadores a bordo, e um deles teve ferimentos leves.[20] No dia seguinte, durante a remoção dos trens batidos, eles colidiram novamente, dessa vez sem feridos.[21] Ambos foram removidos em sequência ao pátio, sem outros incidentes no percurso.[22]